# K-Lite Codec Pack
K-Lite Codec Pack è una collezione di codec VFW/ACM per Microsoft Windows, che permette al sistema operativo di riprodurre vari formati audio e video non supportati nativamente.

## Descrizione
Il pacchetto software oltre ai codec, include un configuratore che consente la regolazione delle impostazioni dei decoder installati, l'associazione delle estensioni dei files ed altre funzionalità. Nelle versioni non basiche, è presente anche il software Media Player Classic per la riproduzione dei file multimediali, strumenti informativi come MediaInfo e altre utilities per la modifica dei codec.

## Versioni
- Basic: riproduce molti dei comuni formati di file video come: AVI, MKV, MP4, OGM, e FLV.
- Standard: contiene tutto ciò che serve per riprodurre i formati più comunemente usati. Questa versione è progettata per l'utente medio, comprende il riproduttore Media Player Classic.
- Full: supporta più formati audio e video ed ha anche un supporto per l'encoding. Questa versione è realizzata per utenti avanzati che fanno video editing e decodifica, comprende il riproduttore Media Player Classic.
- Corporate: è una versione speciale destinata all'utilizzo negli ambienti di società (corporation), simile alla versione full, meno qualche elemento. È decisamente focalizzata sul software open source e comprende il riproduttore Media Player Classic.
- Mega: unisce i contenuti della versione full e del software Real Alternative. In passato conteneva anche QuickTime Alternative, ora disponibile in download separato assieme a QT Lite, il riproduttore Media Player Classic è incluso in questa versione.
- 64-bit: pacchetto di codec a 64-bit che può essere installato su sistemi operativi a 64-bit con player a 64-bit, comprende il riproduttore Media Player Classic.

## Formati file supportati
K-Lite Codec Pack supporta i seguenti formati di file:
| Formato                                                                               | Basic | Standard | Full | Mega |
| ------------------------------------------------------------------------------------- | ----- | -------- | ---- | ---- |
| AVI .avi, .divx                                                                       | Si    | Si       | Si   | Si   |
| DVD-Video .vob, .evo                                                                  | Si    | Si       | Si   | Si   |
| Blu-ray video (non-encrypted) .m2ts                                                   | Si    | Si       | Si   | Si   |
| Flash Video .flv                                                                      | Si    | Si       | Si   | Si   |
| Matroska .mkv, .mka                                                                   | Si    | Si       | Si   | Si   |
| MP3 .mp3                                                                              | Si    | Si       | Si   | Si   |
| MPEG-1 formats .mpg, .mpeg, .m1v                                                      | Si    | Si       | Si   | Si   |
| MPEG-2 formats .mpe, .m2v, .mpv2, .mp2v, .m2p, .mod, .ts, .m2t, .mts, .pva, .tp, .tpr | Si    | Si       | Si   | Si   |
| MPEG-4 formats .mp4, .m4v, .mp4v, .mpv4, .m4a, .3gp, .3gpp, .3g2, .3gp2               | Si    | Si       | Si   | Si   |
| Ogg .ogg, .ogm, .ogv, .oga                                                            | Si    | Si       | Si   | Si   |
| RealMedia .rm, .rmvb, .ra, .ram                                                       | Si    | Si       | Si   | Si   |
| WebM .webm                                                                            | Si    | Si       | Si   | Si   |
| QuickTime .mov, .hdmov .qt                                                            | Si    | Si       | Si   | Si   |
| FLAC .flac                                                                            | No    | Si       | Si   | Si   |
| WavPack .wv                                                                           | No    | Si       | Si   | Si   |
| AC3/DTS .ac3, .dts                                                                    | No    | No       | Si   | Si   |
| AMR .amr                                                                              | No    | No       | Si   | Si   |
| AMV .amv                                                                              | No    | No       | Si   | Si   |
| Apple Lossless Audio Codec .alac                                                      | No    | No       | Si   | Si   |
| Monkey's Audio .ape, .apl                                                             | No    | No       | Si   | Si   |
| MPEG-4 AAC .aac                                                                       | No    | No       | Si   | Si   |
| Musepack .mpc, .mpp                                                                   | No    | No       | Si   | Si   |
| Trackers .xm, .s3m, .it, .umx                                                         | No    | No       | Si   | Si   |
| OptimFROG .ofr, .ofs                                                                  | No    | No       | Si   | Si   |
| Formato                                                                               | Basic | Standard | Full | Mega |